# 布赫貝格山 (巴伐利亞前阿爾卑斯山脈)
47°45′10″N 11°30′24″E / 47.75269°N 11.50663°E

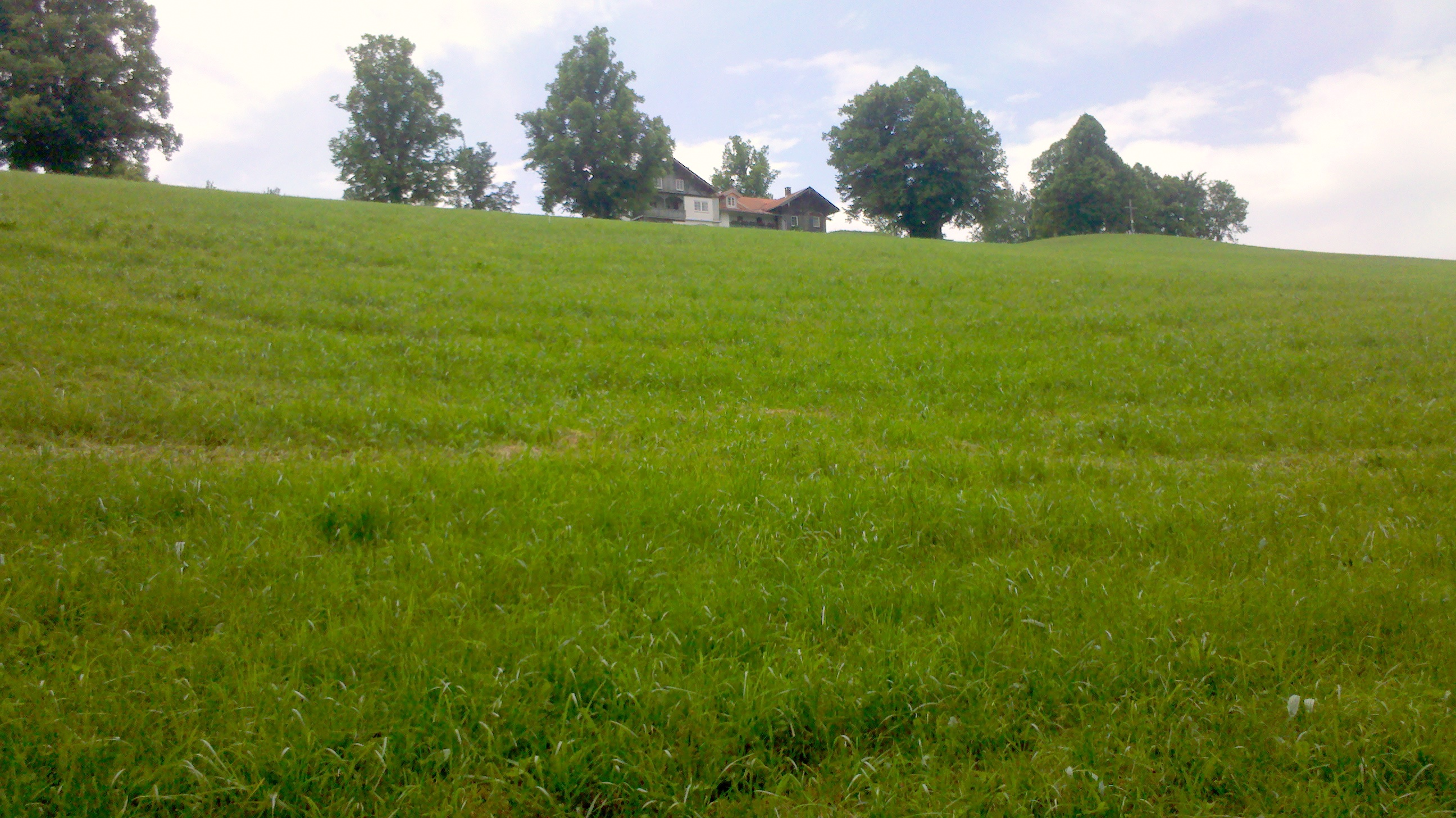

布赫貝格山（德語：Buchberg），是德國的山峰，位於該國東南部，由巴伐利亞負責管轄，屬於巴伐利亞前阿爾卑斯山脈的一部分，距離布隆貝格山1.1公里，海拔高度857米。